# クロロギ酸エチル
クロロギ酸エチル(ethyl chloroformate) は、クロロギ酸のエチルエステルである。カルバミン酸エチル保護基の導入、カルボン酸無水物の合成における有機合成の試薬に使われる。消防法に定める第4類危険物 第1石油類に該当する。